# Cryptotis tamensis
Cryptotis tamensis is een zoogdier uit de familie van de spitsmuizen (Soricidae). De wetenschappelijke naam van de soort werd voor het eerst geldig gepubliceerd door Woodman in 2002.

## Voorkomen
De soort komt voor in Colombia en Venezuela.